# Träningsmaskin

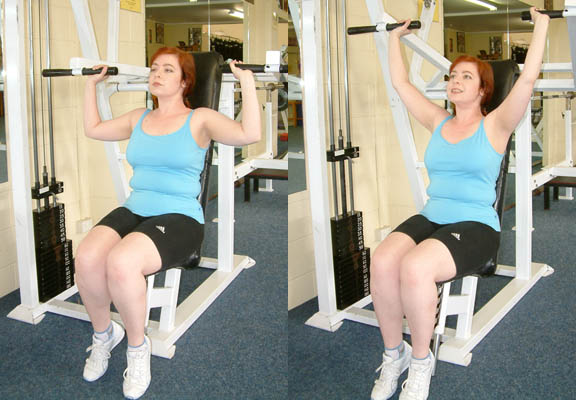
Övningen axelpress, här utförd i en träningsmaskin.

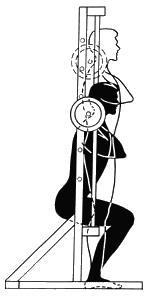
Övningen knäböj, här utförd i en Smithmaskin.

Träningsmaskin är en genomtänkt konstruktion som skall göra det mer ergonomiskt då man exempelvis styrketränar. Vanligtvis är de justerbara för att göra det möjligt att genomföra olika övningar för olika muskelgrupper och muskler, men mest för att passa olika kroppsbyggnader. 
På de flesta träningsmaskiner finns det någon form av säte, stöd för rygg eller bröst samt en förenklad lösning då det gäller att förändra belastningen. Belastningen består ofta av så kallade viktmagasin, med tillhörande sprint, som man väljer med hjälp av sprinten hur många viktskivor som skall lyftas.
Det råder delade meningar om hur lämpligt det är att endast träna i träningsmaskiner. Vad som ingår i resonemanget är att ledens ligament, omkringliggande stödmuskler och stabilicerande brosk inte blir belastade på ett naturligt sätt då lagerbanor och dylikt i maskinen tar över den uppgiften. Att kombinera träningen med så kallade fria vikter (hantlar och skivstång) är att rekommendera. [källa behövs]

## Dragapparat
De maskiner som undantags från dessa negativa effekter är de så kallade dragapparater, som bygger på principen att användaren fäster någon typ av handtag i en vajer, som i sin tur sitter fast i ett viktmagasin med det valda antal vikskivor som skall lyftas. Med dessa träningsmaskiner står utövaren för hela balansen och maskinen tilldelar bara en valfri riktning av rörelsen. Denna typ av apparater är de som vanligtvis används vid den sjukgymnastiska behandlingsmetoden medicinsk träningsterapi. [källa behövs]
När stiftet förs in genom kanalen i hålet vilar alla plattor ovanför stiftet på det och lyfts när bommen höjs. Plattorna går inte längre ner. Detta gör att samma maskin kan ge flera olika nivåer av motstånd i samma rörelseområde med justeringar som i sig kräver mycket liten kraft för att utföra.
Träning med kabeltränare ger också ett brett rörelseomfång, vilket gör att du kan träna musklerna från olika vinklar.
Det finns olika sätt att lyfta skivstången. Vissa trainers har en rulle längst upp på stången som vilar på en hävarm. När spaken höjs kan bommen lyftas och rullen rör sig längs spaken, vilket gör att bommen kan förbli vertikal. På vissa simulatorer är skivstången fäst vid en svängpunkt på spaken, vilket gör att skivstången och plattorna svänger när spaken rör sig upp och ner. På andra maskiner är bommen fäst vid en kabel eller rem som passerar genom remskivor eller genom hjulet. Den andra änden av kabeln kommer antingen att vara ett handtag, en rem som användaren håller eller lindar runt någon del av kroppen, eller kommer att fästas vid en spak, vilket lägger till ytterligare enkla mekanismer till den mekaniska kedjan. 
Vanligtvis är varje platta märkt med ett nummer. På vissa maskiner anger dessa siffror den faktiska vikten på plattan och de ovanför den. På vissa anger siffran kraften vid den punkt där användaren manövrerar maskinen. Och på vissa maskiner är numret helt enkelt ett index som räknar antalet plattor som ska lyftas. 
Tidiga Nautilus-maskiner var en kombination av hävstångs- och repmaskiner. De hade också ytterligare fasta element, tex. en hakbygel. Mångsidig gymutrustning startade multi-positionsstilen för träningsutrustning.

## Smithmaskin
Denna maskin är egentligen en skivstång som har uttrustats med en form av åkbana som styr rörelsen i en lodrät bana. Det finns varianter som även har en något lutad bana. Runt denna bana finns någon form av stödben som håller balansen åt utövaren. Det som kanske är mest uppskattat med denna maskin, är möjligheten att avbryta övningen i vilket läge man vill, genom att låsa fast stången i åkbanan. Att låsa och lossa stången görs genom att vrida på stången åt något håll. Belastning ändras genom att hänga på viktskivor på stången, precis som en vanlig skivstång. Utan vikter väger stången cirka 20 kilogram, men det finns varianter som är avlastade med hjälp av motvikter i vajrar och dessa väger utan vikter i princip ingenting.
Sådana maskiner används för styrkeprov vid bland annat mönstring.

## Elektriska maskiner
Det finns även ett stort antal så kallade elektriska träningsmaskiner. Dessa har ingen mekanisk belastning utan belastningen sköts av en elmotor som bromsar rörelsen. Någon form av elektronik, brukar även förekomma, som har till uppgift att kalibrera maskinen så att belastningen upphör då rörelsen är färdig, eller ökar något, beroende på vilket träningsmetod man väljer. Det går att manuellt ställa in belastningen, men en automatisk kalibrering kan erhållas. Avkänning av så kallad slaglängd finns även det, vilket behövs då de olika kroppsdelarna hos människor har olika längd. Hur övningen skall genomföras är även det möjligt att ställa in, exempelvis om belastningen ska minska för varje reps eller vara konstant.  Vanligt är även att maskinen kan lagra olika inställningar för olika användare, men då måste först ett id nummer lagras för varje individ.

## Risker
De flesta träningsmaskiner är förenade med risk för klämskador i synnerhet för händer då många maskindelar är exponerade.